# Mometasone/formoterol
Mometasone / formoterol, được bán dưới tên thương hiệu Dulera và các tên khác, là một loại thuốc kết hợp được sử dụng trong điều trị hen suyễn lâu dài. Nó chứa mometasone một steroid và formoterol một chất chủ vận beta tác dụng dài. Nó chỉ được khuyến cáo ở những người sử dụng steroid dạng hít mà không đủ. Nó được sử dụng bằng hít vào qua đường hô hấp. Nó không nên được sử dụng cho bệnh hen suyễn đột ngột.
Tác dụng phụ thường gặp bao gồm đau đầu và viêm xoang. Tác dụng phụ nghiêm trọng hơn có thể bao gồm tưa miệng, ức chế miễn dịch, phản ứng dị ứng và đục thủy tinh thể. Sử dụng không được khuyến cáo ở những người dưới 12 tuổi. Nó đã không được nghiên cứu khi sử dụng trong khi mang thai hoặc cho con bú. Mometasone hoạt động bằng cách giảm viêm formoterol hoạt động tốt bằng cách thư giãn cơ trơn trong đường thở.
Thuốc kết hợp này đã được chấp thuận cho sử dụng y tế tại Hoa Kỳ vào năm 2010  Không có phiên bản thuốc gốc nào khả dụng kể từ năm 2019. Tại Hoa Kỳ, chi phí bán buôn của một con cá nóc là khoảng 202 USD vào năm 2019. Năm 2016, đây là loại thuốc được kê đơn nhiều thứ 203 tại Hoa Kỳ với hơn 2 triệu đơn thuốc. Nó không được chấp thuận để sử dụng ở châu Âu.

## Sử dụng y tế
Nó được sử dụng trong điều trị hen suyễn lâu dài.
Nó không phải là để điều trị co thắt phế quản cấp tính. Để giảm các triệu chứng cấp tính, nên sử dụng thuốc giãn phế quản dạng hít trong thời gian ngắn (như salbutamol).